# Ptilopsaltis
Ptilopsaltis é um gênero de mariposa pertencente à família Acrolophidae.